# 3087 Beatrice Tinsley
A 3087 Beatrice Tinsley (ideiglenes jelöléssel 1981 QJ1) a Naprendszer kisbolygóövében található aszteroida. Alan C. Gilmore,  Pamela M. Kilmartin fedezte fel 1981. augusztus 30-án.